# Fiore dei Liberi

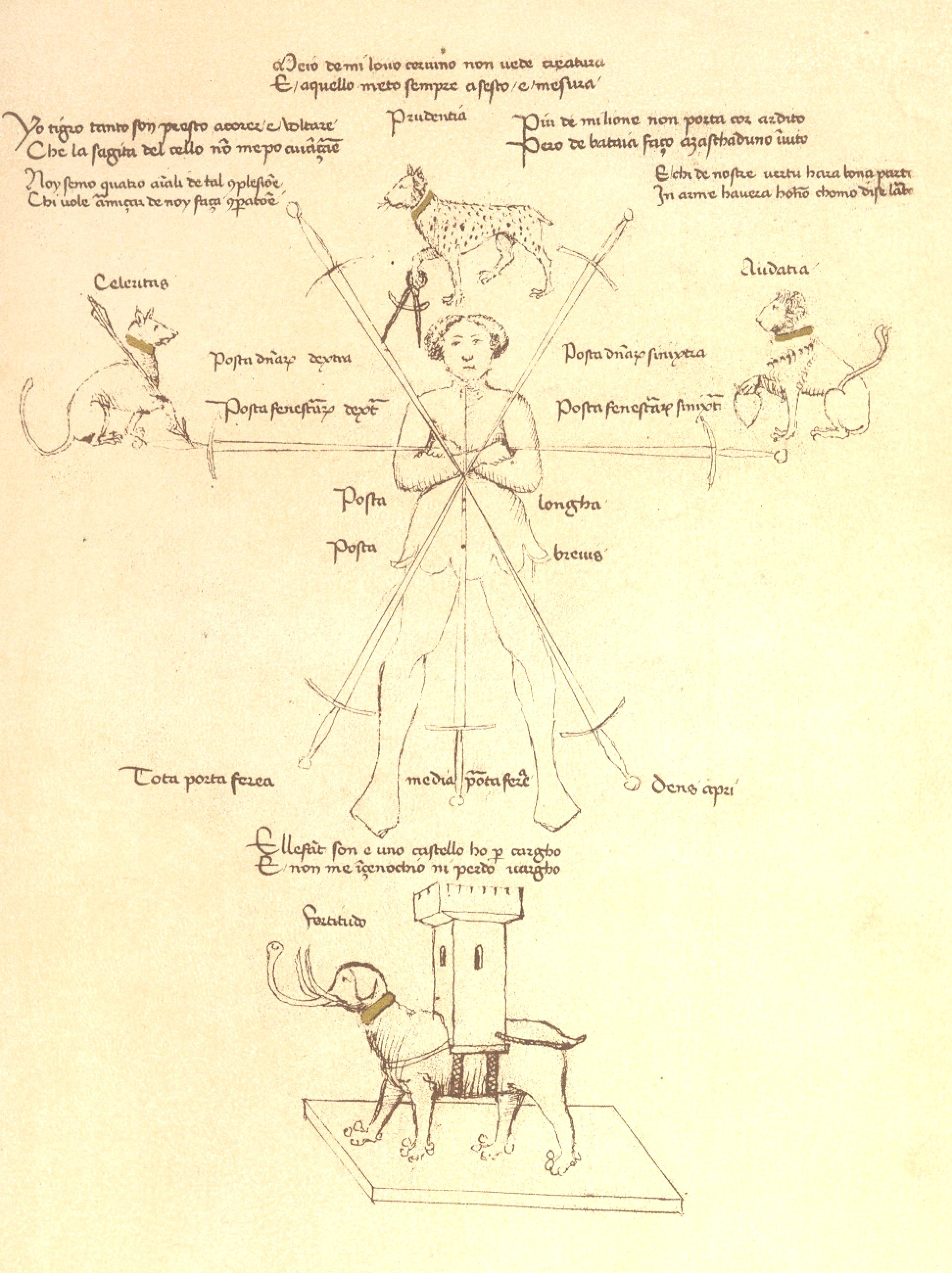
Ilustração do manuscrito "Flos Duellatorum" (1410).

Fiore Furlano de Civida d'Áustria delli Liberi da Premariacco (Cividale del Friuli, c. 1350 - c. 1410) foi um cavaleiro, diplomata e mestre de armas medieval e um dos primeiros na península Itálica, de quem temos um importante manual de artes marciais. O seu "Fior di Battaglia" é também o terceiro manual de combate mais antigo já descoberta (após o MS I.33 e o HS 3227a), e o mais extenso do período medieval.

## Biografia
Aprendeu a arte da esgrima na juventude, em sua terra natal. De lá viajou para o Sacro Império Romano Germânico, onde se tornou discípulo de Johannes Suvenus, antigo discípulo de Nicolaus con Toblem.
Combateu em inúmeras batalhas na península Itálica e estados adjacentes, ao longo de duas décadas no século XIV. Por volta de 1400 ingressou na corte de Nicolau III d'Este, marquês de Ferrara, e adquiriu a comissão de mestre de Esgrima em nome do Signore di Ferrara. Começou então a redação do seu manuscrito, voltado para a educação da nobreza.
Escreveu o tratado "Flos Duellatorum" entre os anos de 1409 e 1410, que descreve um sistema de luta completo e que resulta na escola italiana da modalidade.
Após 1410 não existem registos sobre a sua vida ou morte.